# Cité de l'automobile
Cité de l'automobile – Museu nacional – Coleção Schlumpf é um museu que conta a história do automóvel situado em Mulhouse, na França.

## Coleção
1 A.B.C., 8 Alfa Romeo, 4 Amilcar, 2 Arzens, 1 Aster, 1 Aston Martin, 2 Audi, 1 Austro-Daimler, 3 Ballot, 1 Bardon, 1 Barraco, 2 Barré, 1 Baudier, 4 Bentley, 8 Benz, 1 B.N.C., 1 Bollée, 1 Brasier, 1 Charron LTD, 1 Chrysler, 1 Cisitalia, 10 Citroën, 1 Clément de Dion 2 Clément-Bayard, 1 Clément-Panhard 1 Corre-La Licorne, 6 Daimler, 4 Darracq, 1 Decauville, 1 De Dietrich, 29 De Dion-Bouton, 3 Delage, 4 Delahaye, 2 Delaunay-Belleville, 1 Dufaux, 1 Ensais, 1 Esculape, 2 Farman, 13 Ferrari, 4 Fiat, 3 Ford, 1 Fouillaron, 3 Georges Richard, 1 Gladiator, 11 Gordini, 7 Hispano Suiza, 3 Horch, 2 Horlacher, 1 Hotchkiss, 2 Hotchkiss-Gregoire, 1 Jacquot Dampfwagen, 2 Lancia, 3 Le Zèbre, 1 Lorraine-Dietrich, 4 Lotus, 1 MAF, 1 MacLaren-Peugeot, 8 Maserati, 2 Mathis, 1 Maurer-Union, 7 Maybach, 1 Menier, 9 Mercedes, 22 Mercedes-Benz, 2 Minerva, 2 Monet-Goyon, 2 Mors, 1 Moto-Peugeot, 2 Neracar, 1 OM, 19 Panhard & Levassor, 1 Pegaso, 29 Peugeot, 1 Philos, 1 Pic-Pic, 3 Piccolo, 2 Pilain, 6 Porsche, 1 Ravel, 18 Renault, 1 Rhéda, 1 Richard-Brasier, 1 Ripert, 1 Rochet-Schneider, 14 Rolls-Royce, 1 Sage, 1 Salmson, 1 Scott, 1 Sénéchal, 5 Serpollet, 3 Simca-Gordini, 1 Sizaire-Naudin, 1 Soncin, 1 Standard Swallow, 1 Steyr, 2 Talbot, 1 Tatra, Toyota, 1 Trabant, 1 Turicum, 1 Vaillante, 7 Vélo, 1 Vélo-Goldschmitt, 1 Vélo-Peugeot, 1 Vermorel, 1 Violet-Bogey, 3 Voisin, 1 Volkswagen, 2 Zedel.

## Galeria

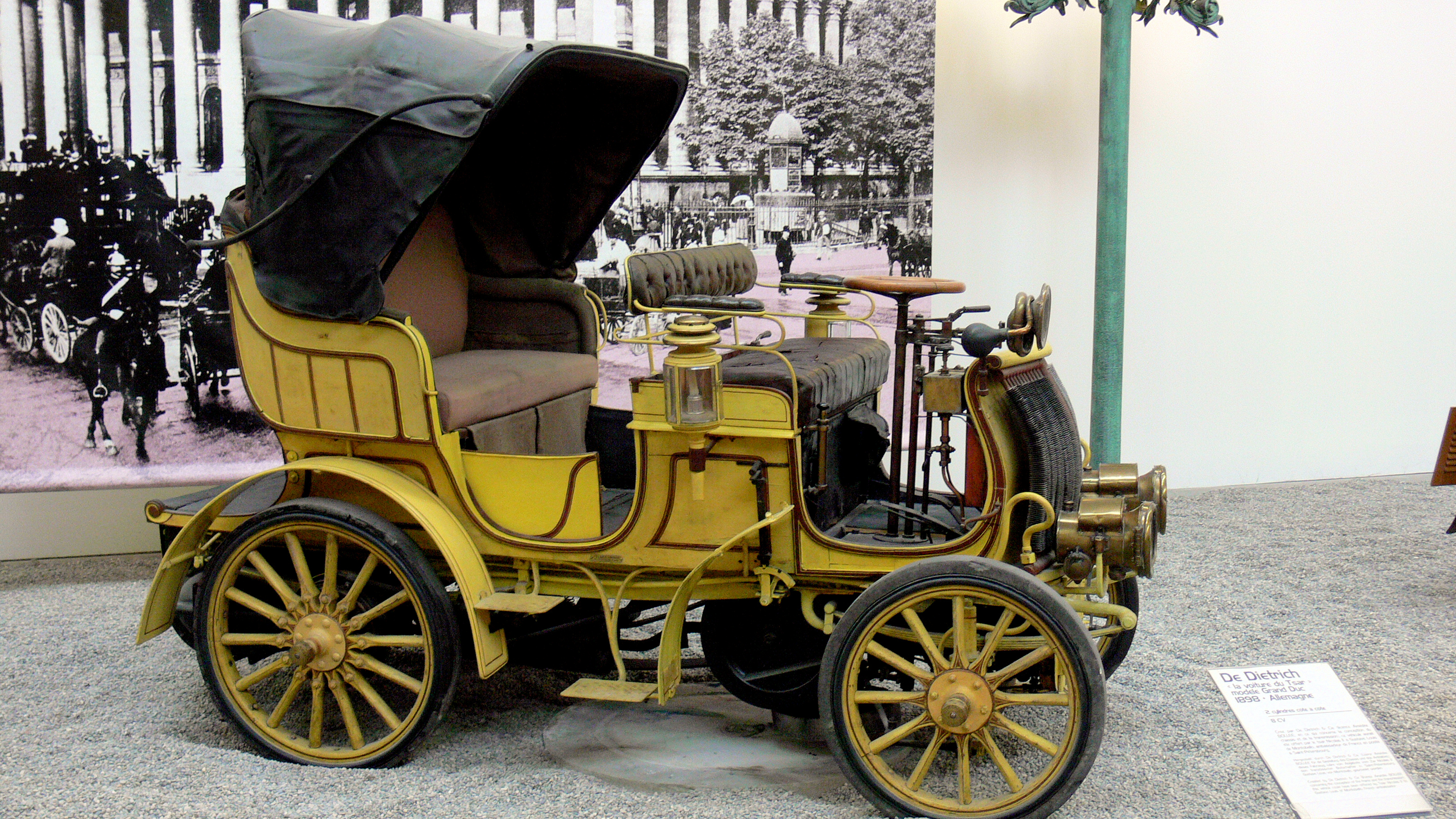
De Dietrich 8 PS 'Grand Duc' (1898)
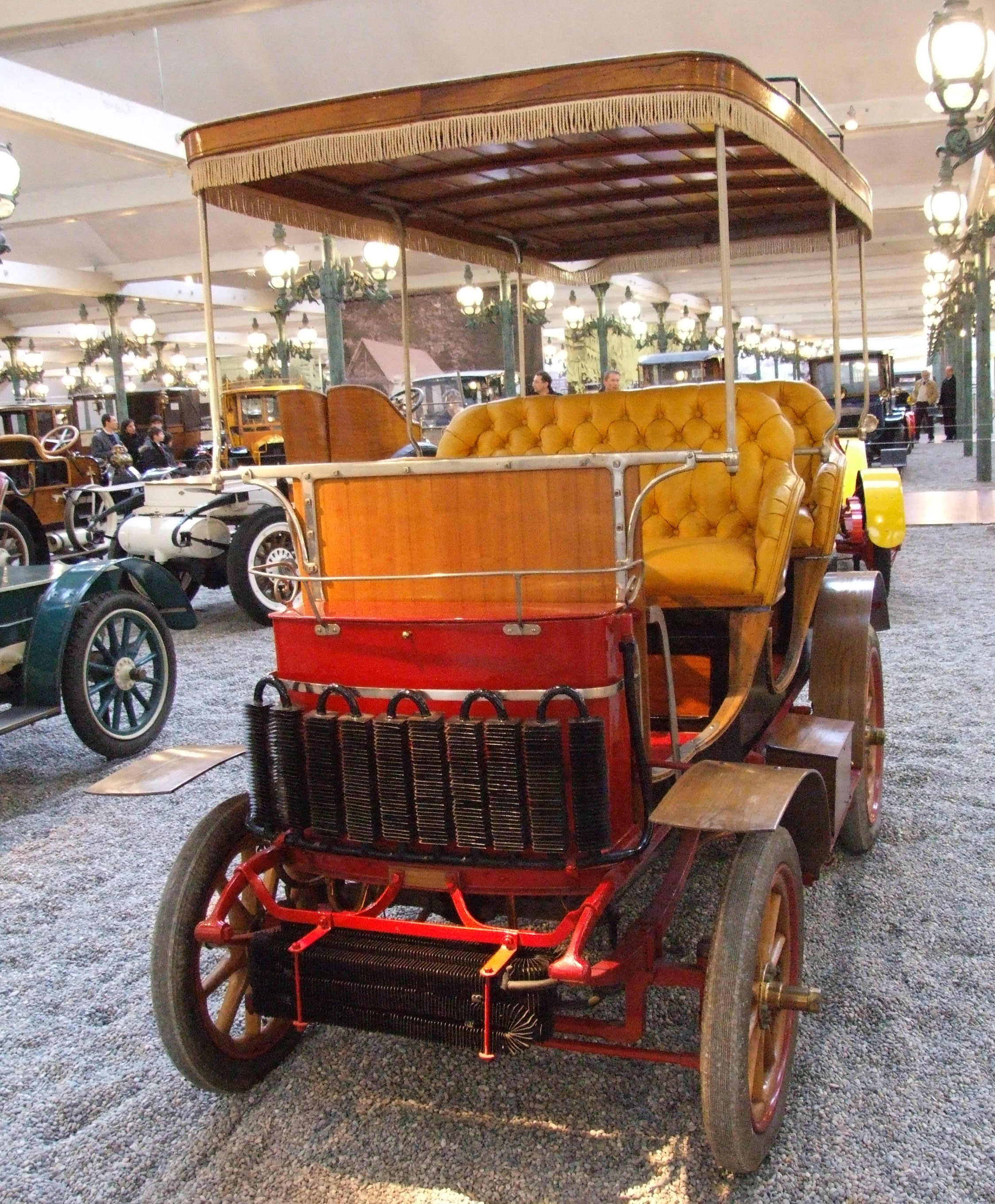
Serpollet Double Phaeton Type A 1902
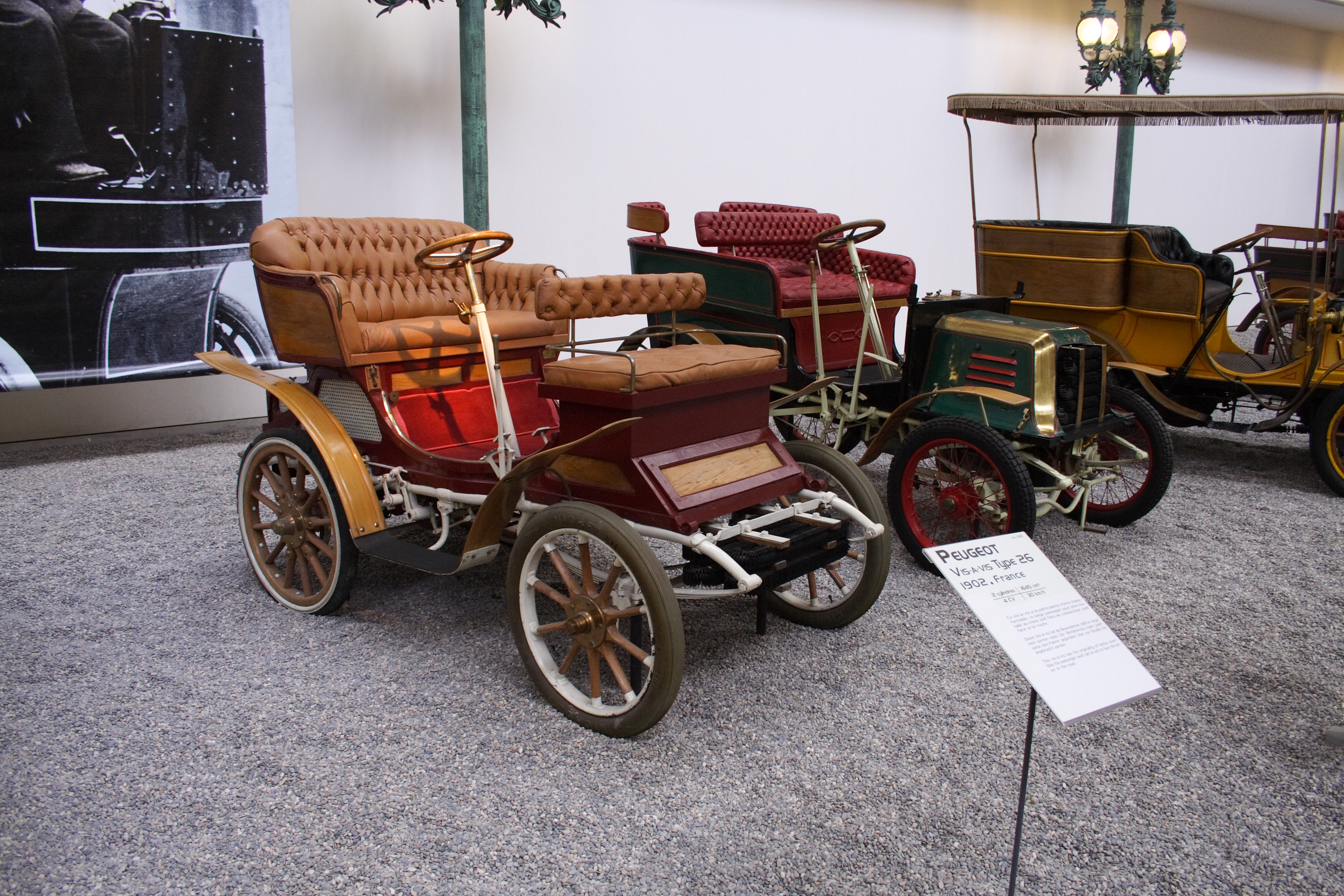
Peugeot VIS-A-VIS Type 26 1902
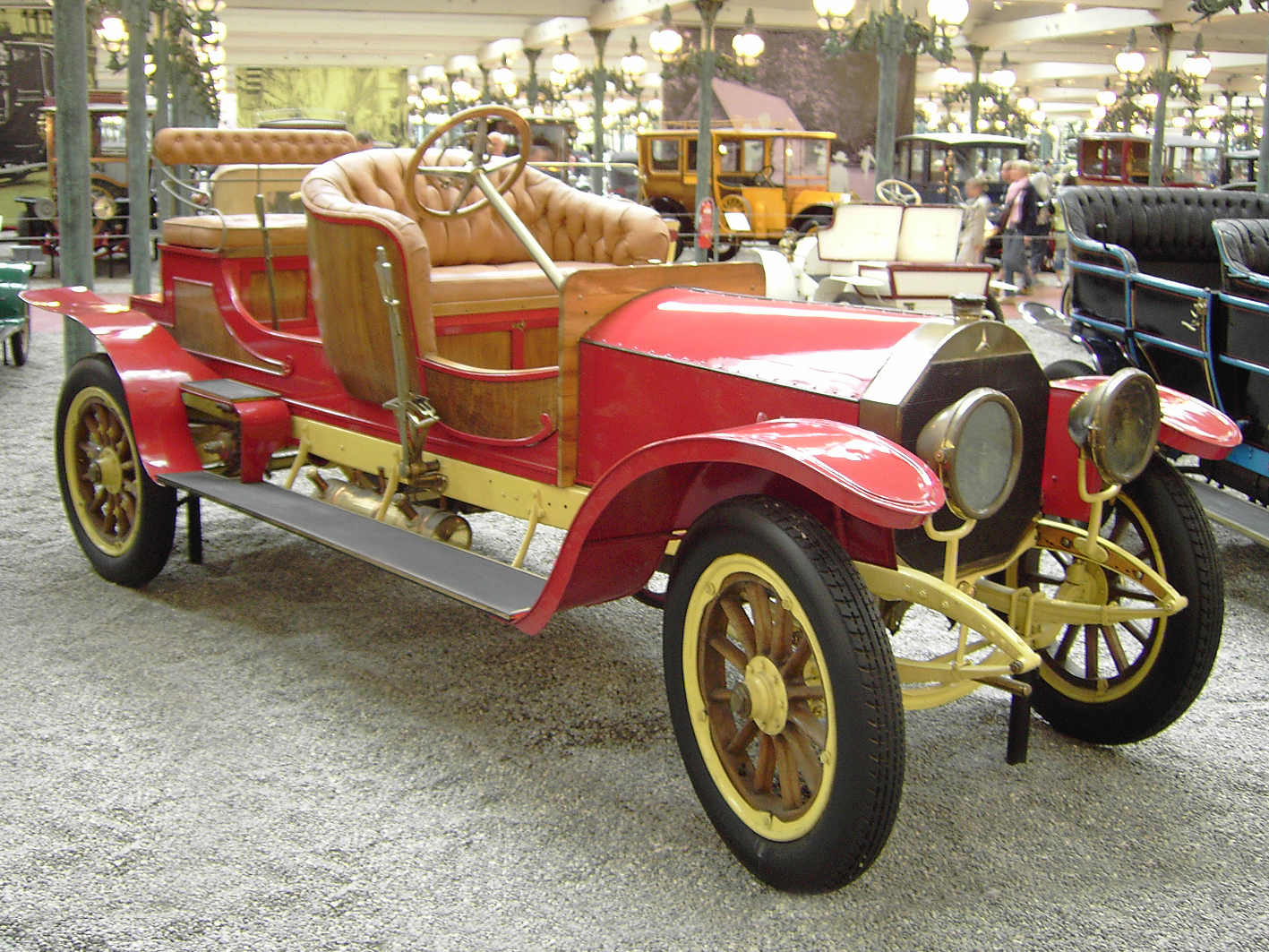
Mercedes Double Phaeton (1905)
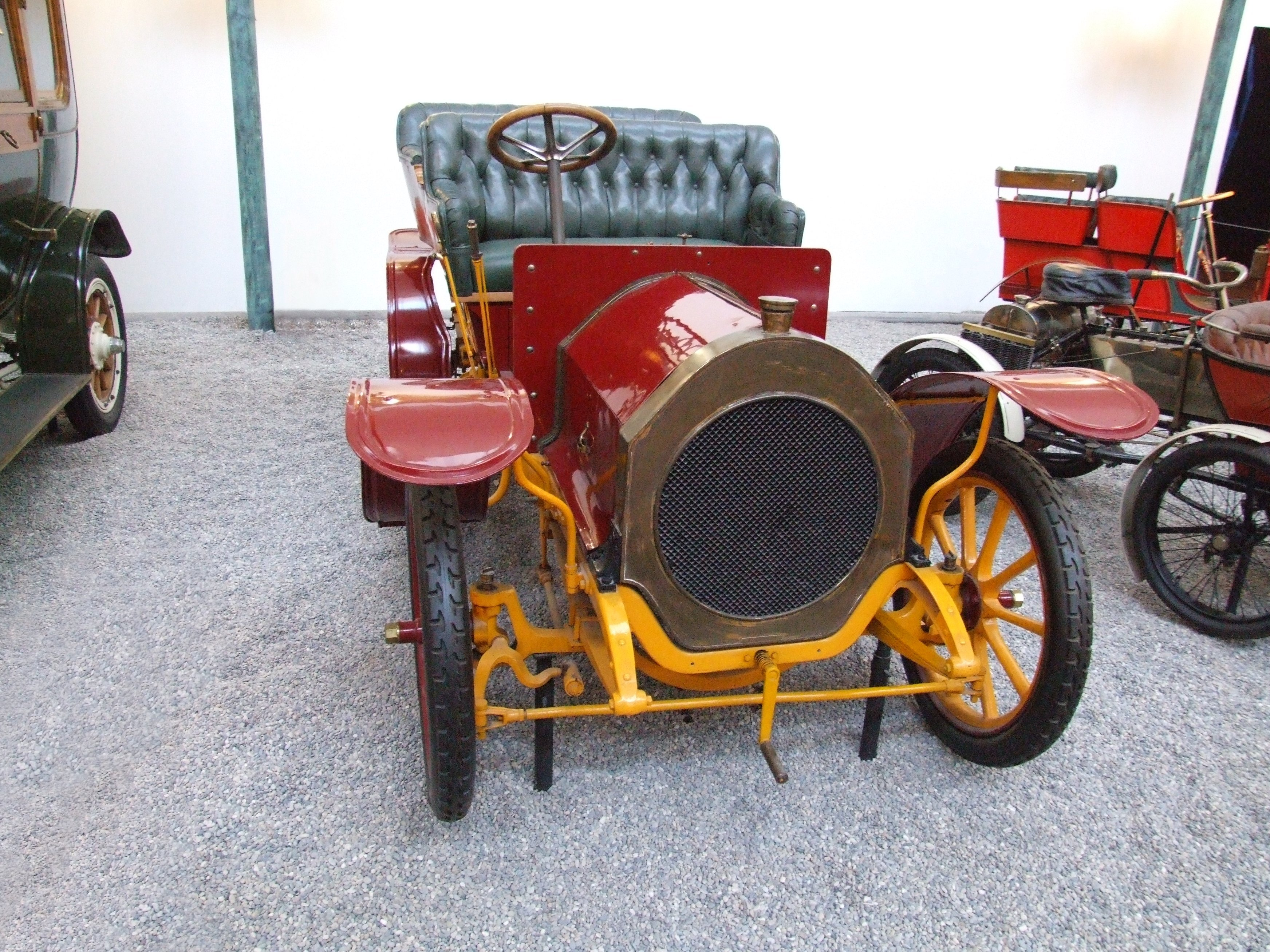
Gladiator Double Phaeton von 1907, 2 Zylinder, 2423 Kubikzentimeter, 12 PS, 45 km/h
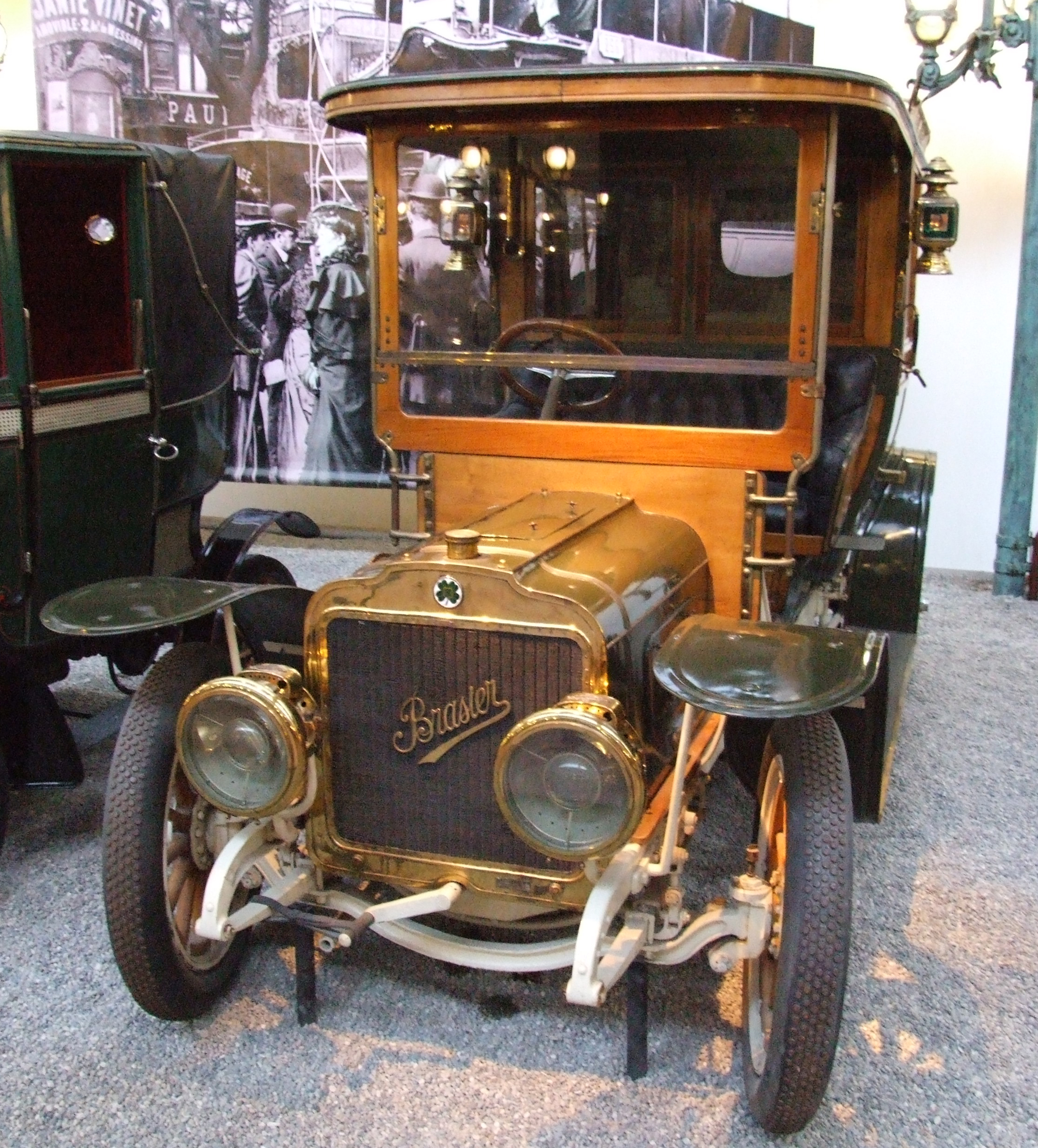
Brasier Coupe Chauffeur KD, 1908, 4 Zylinder, 24 PS, 3397 ccm
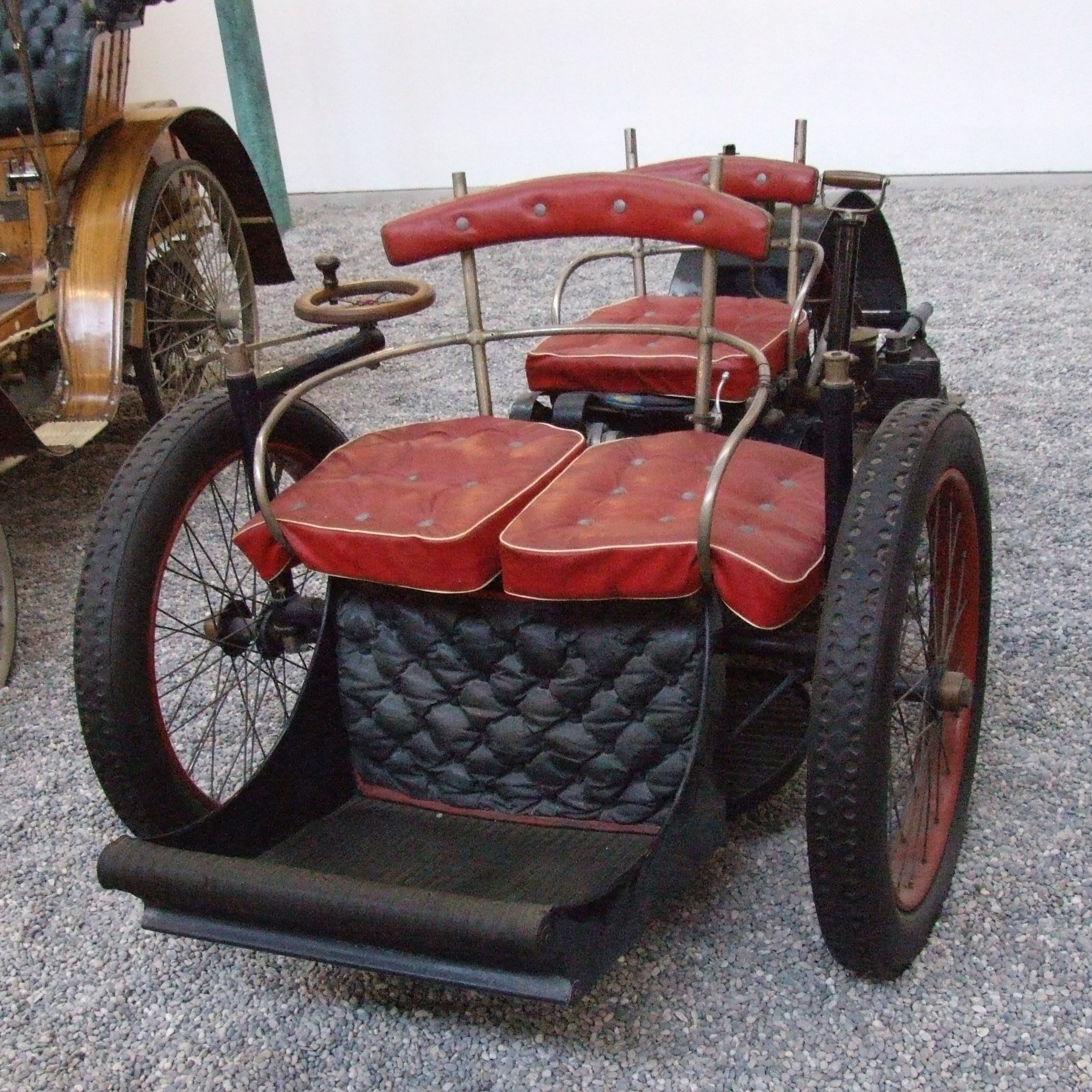
Léon Bollée Tricar, 1896
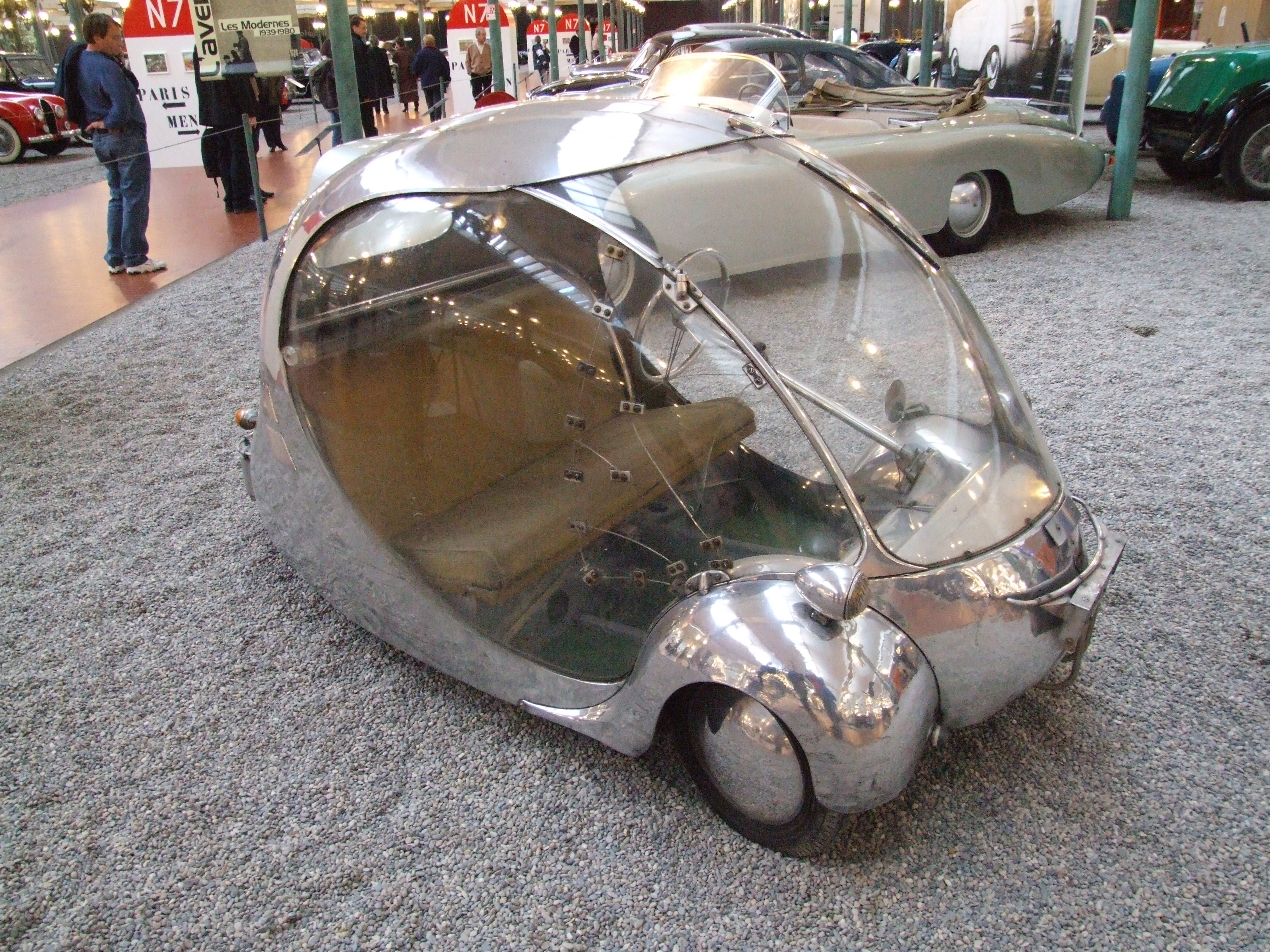
Arzens' Œuf (egg), 1948